# Mel
|  | Aquest article tracta sobre el fluid produït per les abelles. Si cerqueu l'os de la cara, vegeu «Os zigomàtic». |

La mel és un fluid dolç i viscós produït per les abelles i d'altres insectes a partir del nèctar de les flors. També s'obté mel de la secreció de determinats insectes que xuclen la saba, aleshores s'anomena mel de melada. El gust i color d'aquesta substància és determinat pel tipus de flors de les quals es recull el nèctar. El sabor varia en funció de la font de nèctar, i dels diversos tipus i graus de mel; els més comuns inclouen, entre d'altres, la mel de taronger, d'esbarzer i de gerd. La tècnica que involucra l'extracció de mel de les bresques d'abella és coneguda com l'apicultura o bé crestar; és l'art de criar abelles per tal d'aprofitar-ne els productes relacionats amb l'animal, com la mel i la cera.
La varietat produïda per les abelles mel·líferes (gènere Apis) és la més comuna i és el tipus de mel recollida pels apicultors i la que consumeixen els éssers humans. La mel produïda per les abelles i d'altres insectes té propietats molt diferents. Les abelles transformen el nèctar en mel per un procés de regurgitació i emmagatzematge d'aquesta substància com una font d'aliment en bresques de cera a l'interior del rusc. Les pràctiques d'apicultura encoratgen la seva sobreproducció perquè es pot produir i extreure'n en excés sense posar en perill la colònia d'abelles. A més, un efecte secundari de la collita de nèctar i pol·len per a la producció de mel és la pol·linització, la qual és crucial per a la reproducció de plantes florents.
La mel obté la seva dolçor dels monosacàrids fructosa i glucosa i té aproximadament la mateixa dolçor relativa que la del sucre granulat. Els usos primaris de la mel són la cuina, l'enfornat, com a acompanyament del pa (comú o torrat, generalment durant l'esmorzar) o begudes com el te. Té propietats químiques atractives per a la cocció, i un sabor característic que porta a algunes persones a preferir-la per davant del sucre i altres edulcorants. La majoria dels microorganismes no poden créixer en la mel per la seva baixa activitat d'aigua, que és del 0,6. No obstant això, de vegades, la mel conté endòspores latents del bacteri Clostridium botulinum, que pot ser perillós per als nens, ja que les seves endòspores es poden transformar en bacteris productors de toxines en el tracte intestinal immadur del nadó, cosa que porta a la malaltia i fins i tot la mort.

## En la història, la cultura i el folklore

Representació del Neolític, d'uns 8.000 anys, de la recol·lecció de mel en una pintura de paret a les Coves de l'Aranya a Bicorp. Es pot observar la bresca a la part superior de la figura humana, el cistell per recollir mel a la part inferior i les abelles al voltant.

Es creu que els humans van començar a collir la mel dels ruscs el 10000 aC, segons unes pintures trobades a les Coves de l'Aranya, a Bicorb (València). Hipòcrates, el pare de la medicina, en va lloar els poders terapèutics i la va fer servir per guarir diverses afeccions de la pell, úlceres i per alleujar el dolor en general. Els egipcis, per la seva banda, la van fer servir per tractar les cataractes, nafres, talls i cremades. A l'antiga Roma, els metges l'usaven per ajudar els seus pacients a adormir-se. La Bíblia menciona diverses vegades la mel, sempre com un símbol de plaer. Per això els rius del paradís contenen mel, una imatge recollida per l'Alcorà. Els jueus mengen fruita untada en mel per desitjar-se un bon any nou, ple de dolços moments. Igualment les núvies gregues mullaven els dits en mel abans d'entrar a la casa del marit per tenir un bon matrimoni i una dolça relació amb la sogra. Entre els antics romans servia com a moneda de canvi, igual que l'or o la sal. Entre els egipcis s'usava per embalsamar els cossos.
També s'utilitza en diverses tradicions medicinals per tractar malalties. L'estudi dels pòl·lens i les espores de la mel crua (melitopalinologia) pot determinar les fonts florals de la mel. Com que les abelles porten una càrrega electroestàtica, i pot atraure altres partícules, les mateixes tècniques de melitopalinologia poden ser utilitzades en estudis d'àrea del medi ambient sobre partícules radioactives, la pols o la contaminació de partícules.
L'ús de la mel i la seva producció té una història llarga i força variada. La mel té una llarga història dins el consum humà i s'utilitza en diversos aliments i begudes com a edulcorant i saboritzant. En moltes cultures la mel ha estat utilitzada en diversos àmbits, alguns dels quals van més enllà del seu ús com a aliment; per exemple, s'ha utilitzat sovint com un talismà i un símbol de la dolçor. És a dir, ha tingut un paper dins els costums religiosos i com a element simbòlic.

### Antiguitat
La collita de mel és una activitat molt antiga. Eva Crane, en el seu llibre The Archaeology of Beekeeping (L'arqueologia de l'apicultura) afirma que els éssers humans van començar la caça de la mel com a mínim fa uns 10.000 anys. L'autora presenta proves d'aquest fet analitzant una pintura rupestre de la província de València. La pintura pertany al període Mesolític i mostra dues dones recol·lectores recollint la mel i la bresca d'un niu d'abelles silvestres. Les dues dones es representen nues, amb les seves cistelles, i fan servir una escala oscil·lant llarga per accedir al niu.
A l'antic Egipte la mel s'utilitzava per endolcir pastissos i galetes, i va ser utilitzada en molts altres plats. A l'Antic Egipte i a altres pobles de l'Orient Mitjà també s'utilitzava la mel per embalsamar els morts. A l'Imperi Romà, la mel era utilitzada en lloc de l'or per pagar els impostos. Plini el Vell dedica un espai considerable en el seu llibre Historia Naturalis sobre les abelles, la mel i els seus múltiples usos. El déu de la fertilitat d'Egipte, Min, se li oferia mel com a ofrena.
En algunes parts de la Grècia postclàssica, com a Rodes, era el costum de la núvia mullar els dits en mel i fer el senyal de la creu abans d'entrar a la seva nova llar.
La mel era conreada també a l'antiga Amèrica. Els maies van utilitzar la mel de l'abella sense fibló per a fins culinaris, i actualment encara es continua fent-ho en algunes zones. Els maies també consideraven l'abella com un animal sagrat.
En algunes cultures es creu que la mel té molts usos beneficiosos per la salut de les persones. Va ser utilitzada com un ungüent per a les erupcions i cremades, i es fa servir per ajudar a calmar el mal de coll quan no hi ha altres pràctiques mèdiques disponibles.

### Significat religiós
En l'hinduisme, la mel (Madhu) és un dels cinc elixirs de la immortalitat (Panchamrita). En els temples, la mel s'aboca sobre les deïtats en un ritual anomenat Abhishek Madhu. Als Vedes i a la literatura antiga s'esmenta l'ús de la mel com un bon medicament i un aliment sa.
En la cultura jueva, la mel és un símbol per al nou any, Rosh Hashaná. En el menjar tradicional per a aquest dia de festa; les rodanxes de poma se submergeixen en la mel i es menja per desitjar un nou any dolç. Algunes salutacions per al Rosh Hashaná mostren imatges amb mel i una poma, símbol de la festa. En algunes congregacions, es dona mel per a inaugurar el nou any.
La Bíblia hebrea conté moltes referències a la mel. Al Llibre dels Jutges, Samsó va trobar un eixam d'abelles i mel en el cadàver d'un lleó. A l'Èxode es descriu la Terra Promesa com una "terra que regalima llet i mel" No obstant això, hom opina que a l'original hebreu (devash) en realitat fa referència al xarop dolç elaborat a partir del suc de la data.

En el budisme, la mel té un paper important en el festival de Madhu Purnima, que se celebra a l'Índia i Bangladesh. El dia commemora la construcció de la pau de Buda entre els seus deixebles en retirar al desert. La llegenda diu que mentre ell hi era, un mico el va portar a menjar mel. En Madhu Purnima, budistes recordar aquest acte per donar mel als monjos. El regal de la mona és freqüentment representada en l'art budista.
En el Nou Testament cristià, Mateu 03:04, Joan Baptista es diu que han viscut durant un llarg període en el desert en una dieta composta de llagostes i mel silvestre.
En l'islam, hi ha tota una sura de l'Alcorà anomenat al-Nahla (l'abella). Segons el hadiz, el Profeta Muhammad recomana la mel amb propòsits curatius. Alcorà promou la mel com un aliment nutritiu i saludable. A continuació es mostra la traducció dels versos específics.
I el Senyor va inspirar a les abelles, dient: "Prengui vostè els habitatges a les muntanyes i en els arbres i en el que erecte (68) A continuació, menjar totes les fruites, i seguir els camins del teu Senyor va fer fàcil (per a tu) ... " No surt del seu ventre, una beguda de diferent color que conté una cura per als homes. Per cert que en això és un signe per a gent que pensa.

### A la cultura occidental

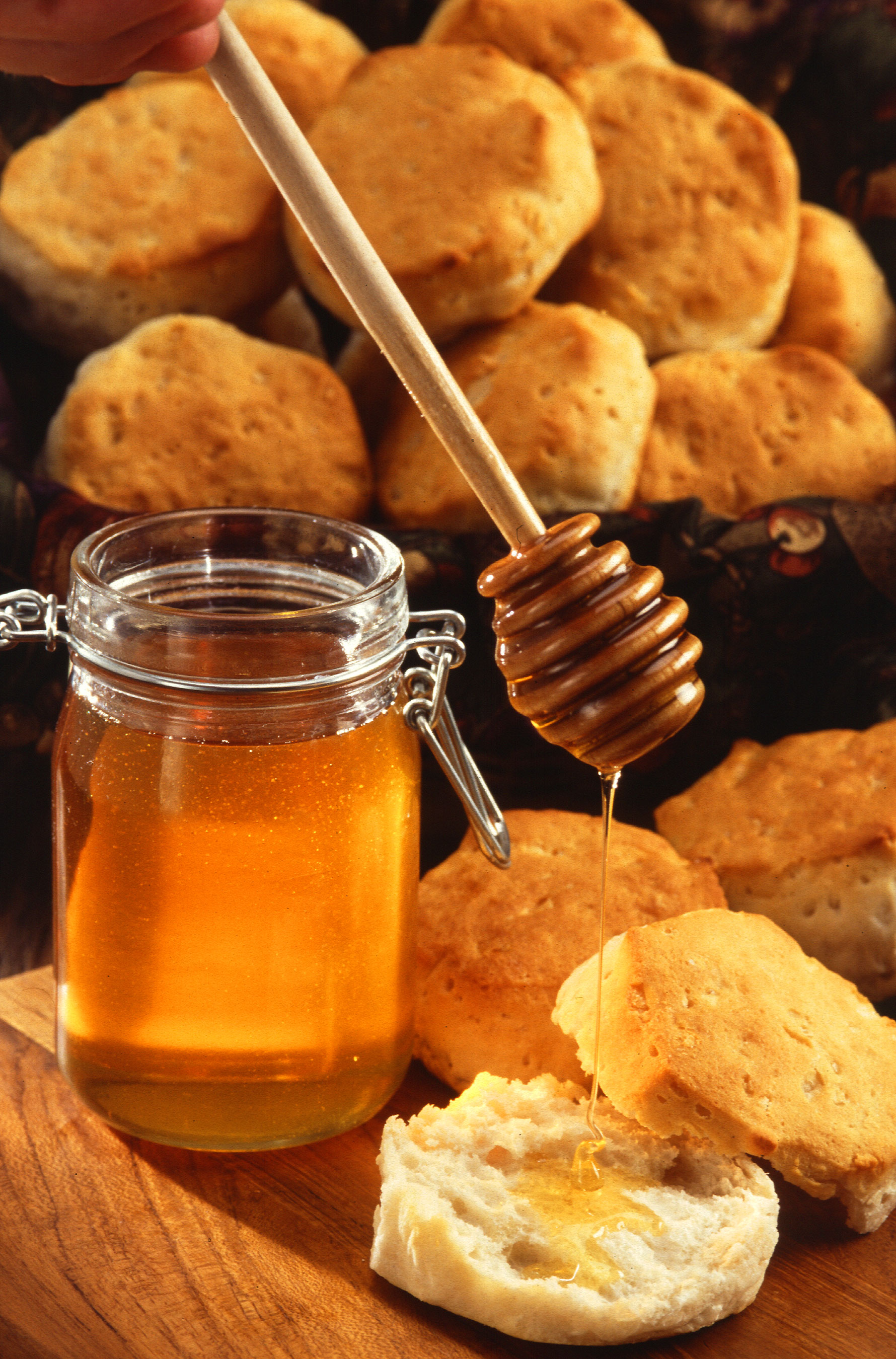
Un pot de mel amb un balancí de mel per servir-la

La paraula "mel" (honey), juntament amb variacions com "pa de mel" (honeybread), s'ha convertit en una expressió d'afecte en la major part del món de parla anglesa. En alguns llocs s'utilitza per als éssers estimats, en altres, com en alguns llocs d'Amèrica del Sud o també de parla anglosaxona s'utilitza en dirigir-se als coneguts ocasionals o fins i tot desconeguts.
A més, en els llibres de nens els ossos es mostren menjant mel (per exemple, Winnie the Pooh), tot i que els ossos mengen una àmplia varietat d'aliments, i els ossos vists en ruscos solen estar més interessats en les larves de l'abella que en la mel. En alguns idiomes europeus, fins i tot la paraula "ós" (per exemple, medved en rus o en txec, medvjed en croat) és encunyat a partir del substantiu que significa 'mel' i el verb que significa 'menjar'. La mel a vegades es ven en flascons o ampolles de prémer amb forma d'os .
Des del 1998 fins al 2018 el consum de mel augmentà el 56% a l'Estat Espanyol.

## Producció de mel

### País Valencià
La primera evidència de consum de mel per part d'humans data d'unes pintures rupestres a Bicorp. La producció de mel ha estat ben important a molts països de la Mediterrània, on funcionava com a substitutiu del sucre. La major producció s'ha trobat a l'Alt Vinalopó, Foia de Castalla, Alcoià i Vall d'Albaida, destacant-ne la de Biar, de gran fama i qualitat en el procés, i la de les viles veïnes. També eren zones productores la serra del Cabeçó de l'Or, La Vall de Guadalest i La Vall d'Ebo. Segons Antoni Josep Cavanilles, al segle xviii la major producció d'aquest producte al País Valencià es trobava al Racó d'Ademús, amb més de 44.000 bucs en explotació. Fins a èpoques modernes no era habitual dedicar-se en exclusiva a aquesta activitat, que generalment es feia a tots els masos o pobles.

## Qualitats nutritives

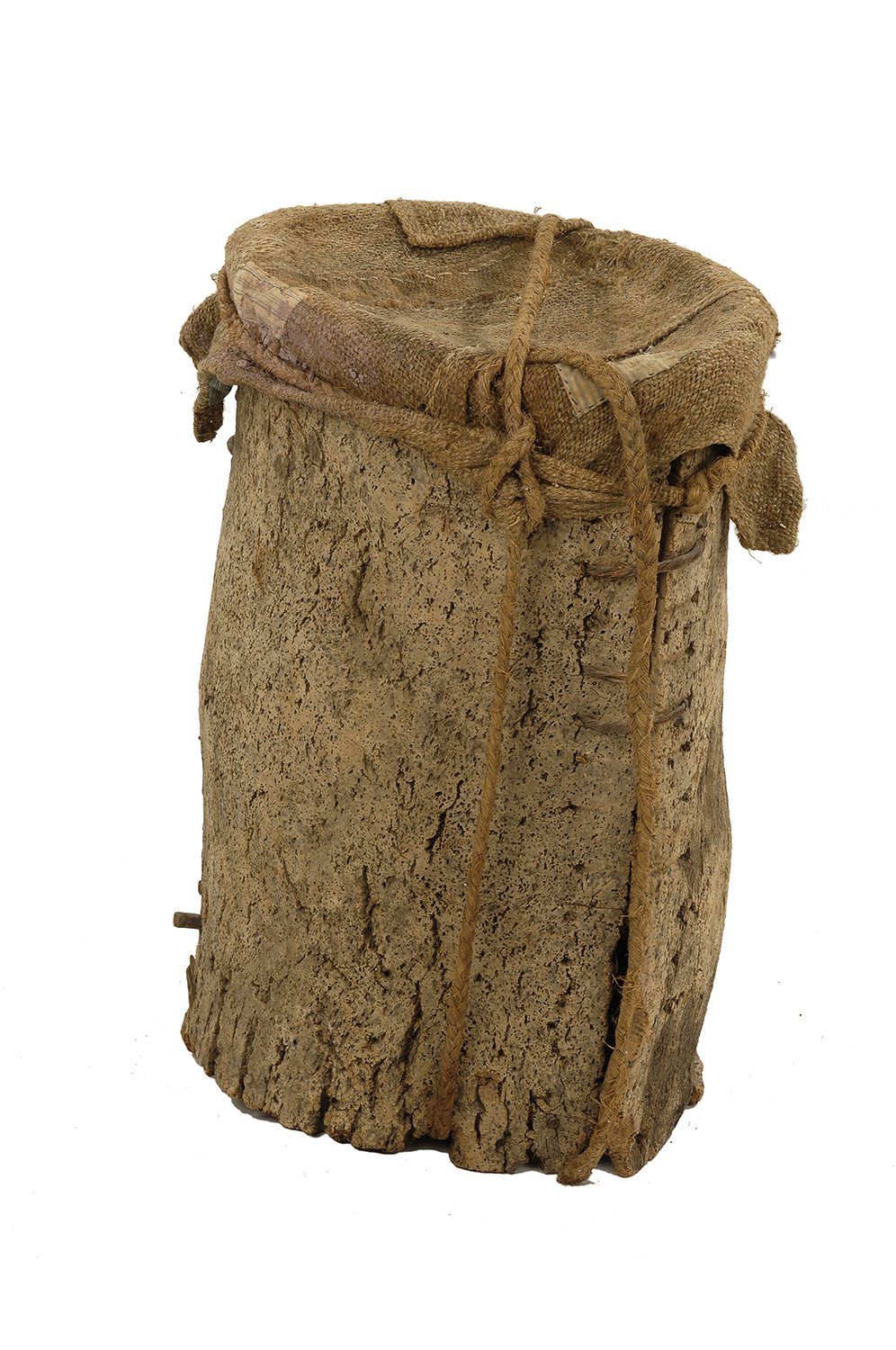
Buc, objecte utilitzat en l'elaboració de la mel. Museu Valencià d'Etnologia.

La mel és el producte alimentari que més temps es pot guardar sense fer-se malbé. De fet, els arqueòlegs que van entrar a les piràmides d'Egipte van trobar-hi mel preservada en bon estat. A causa de la seva alta concentració en sucres, els bacteris hi moren per lisi osmòtica. Els llevats transportats aèriament no hi creixen perquè el contingut d'humitat és massa baix. El contingut d'humitat de la mel en el seu estat natural varia des d'un 14% a un 18%. Mentre el contingut d'humitat romangui sota un 18% no hi creixerà res, i a partir d'un 20% es considera no apte per al consum, car pot fermentar.
La composició química és principalment una barreja de dos sucres, glucosa o dextrosa (31%), fructosa o levulosa (38%) i també sacarosa (1%).
L'estudi del pol·len i espores continguts en mel crua pot determinar les fonts florals de la mel. Com que les abelles tenen una càrrega electroestàtica, i poden atreure unes altres partícules, les mateixes tècniques es poden utilitzar en estudis mediambientals d'àrea de partícules radioactives, pols, o contaminació de partícules.
La mel és una barreja de sucres i altres compostos. Pel que fa als hidrats de carboni, la mel és principalment fructosa (aproximadament 38,5%) i glucosa (aproximadament 31,0%), per la qual cosa és similar al xarop de sucre invertit produït sintèticament, amb aproximadament un 48% de fructosa, 47% de glucosa, i el 5% de sacarosa. Els hidrats de carboni restants de la mel inclouen maltosa, sacarosa i d'altres carbohidrats complexos. Igual que amb tots els edulcorants nutritius, la mel conté sobretot sucres i només petites quantitats de vitamines o minerals. També conté petites quantitats de diversos compostos amb funció antioxidant, incloent-hi crisina, pinobanksin, vitamina C, catalasa i pinocembrina. La composició específica d'un lot de la mel depèn de les flors a disposició de les abelles que produeixen la mel.
Anàlisi típica de mel
- Fructosa: 38,2%
- Glucosa: 31,3%
- Sacarosa: 1,3%
- Maltosa: 7,1%
- Aigua: 17,2%
- Altres sucres complexos: 1,5%
- Cendra: 0,2%
- Altres / no determinat: 3,2%

Els seus rangs d'índex glucèmic 31-78, depenent de la varietat. La mel té una densitat d'uns 1,36 quilograms per litre (36% més densa que l'aigua).
L'espectrometria de masses de relació isotòpica es pot utilitzar per detectar l'addició de xarop de blat de moro o sucre de canya de sucre per la firma isotòpica de carboni. L'addició de sucres originaris de la canya de blat de moro o sucre (plantes C4, a diferència de les plantes utilitzades per les abelles que estan en la seva major part les plantes C3) distorsiona la relació isotòpica de sucres presents en la mel, però no influeix en la relació isotòpica de les proteïnes, en una mel adulterada les relacions isotòpiques de carboni dels sucres i les proteïnes han de coincidir. Tan baix com el 7% el nivell d'addició pot ser detectat.

## Tipus de mel

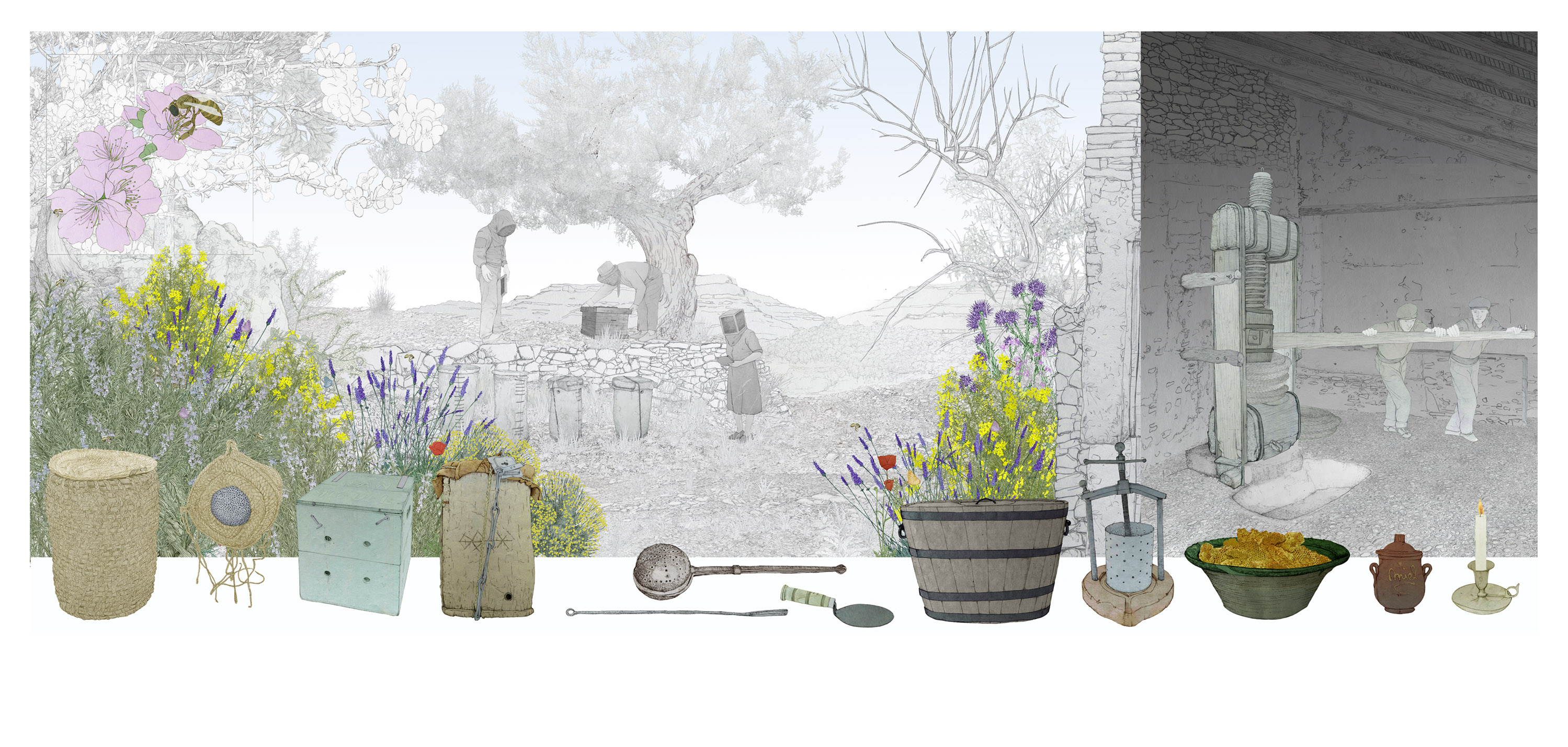
Processos d'elaboració de la mel. Il·lustració del Museu Valencià d'Etnologia.

La mel es classifica pel seu origen floral, i també hi ha divisions d'acord amb la transformació i empaquetat utilitzat. També hi ha mels regionals. La mel també és graduada en el seu color i la densitat òptica per als estàndards del USDA, qualifica en una escala anomenada l'escala de Pfund, que va de 0 per "aigua blanca" mel a més de 114 en "ambre fosc" mel.

### Mel de flors
És la que produeixen les abelles a partir del nèctar de les flors. A les monoflorals hi predomina el nèctar d'una espècie: castanyer, romaní, farigola, bruc, taronger o flor de taronger, til·ler, acàcia, eucaliptus, etc. La mel multifloral (mil flors) procedeix del nèctar de diverses espècies vegetals i en proporcions molt variables. La mel de flors és transparent i se solidifica amb el temps, depenent de la procedència i de la temperatura. Per sota dels 14 ° s'accelera el procés de solidificació. La mel de bruc s'endureix molt aviat i la de castanyer triga molt.
- Font floral. En general, la mel es classifica per l'origen floral del nèctar de la qual es va fer. Les mels poden ser de tipus específics de nèctars de flors, d'origen indeterminat, o pot ser barrejat després de la collita.

- Mescles. La majoria de la mel es barreja disponibles al mercat, el que significa que és una barreja de dues o més mels diferents en l'origen floral, color, sabor, densitat o l'origen geogràfic.[30]

- Polifloral. Mel polifloral, també coneguda com la mel de flors silvestres,[31] es deriva a partir del nèctar de molts tipus de flors.[32] El gust pot variar d'any en any, i l'aroma i el sabor pot ser més o menys intens, depenent de botó, que són freqüents.[33]

- Monofloral. La mel monofloral es fa sobretot a partir del nèctar d'un tipus de flor. Diferents mels monoflorals tenen un sabor distintiu i color a causa de les diferències entre les seus principals fonts de nèctar.[34] Per als apicultors per produir mel monofloral mantenir ruscos en una zona on les abelles tenen accés a un sol tipus de flor. A la pràctica, a causa de les dificultats en la contenció de les abelles, una petita proporció de tota la mel serà a partir del nèctar addicional d'altres tipus de flors. Exemples típics d'Amèrica del Nord mels monoflorals són el trèvol, flor de taronger, sàlvia, tupelo, blat sarraí, laureola, i sourwood. Alguns exemples típics europeus inclouen la farigola, el bruc de card, d'acàcia, dent de lleó, el gira-sol, el lligabosc, i varietats de tells i castanyers. Al nord d'Àfrica, com Egipte, els exemples inclouen trèvol, cotó i cítrics, principalment tarongers.

### Mel de rosada o mel de bosc

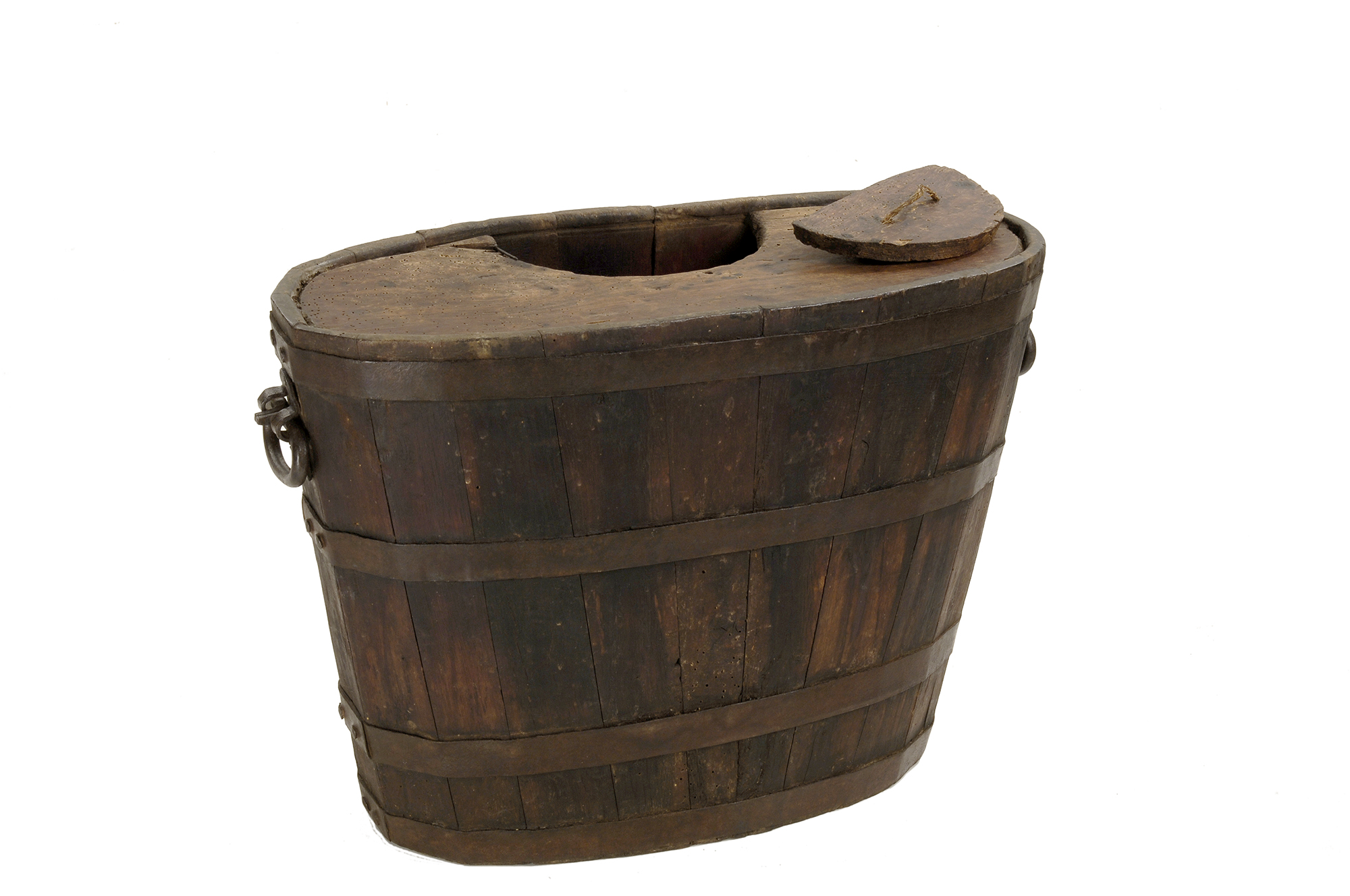
Portadora de mel de Pina de Montalgrao. Museu Valencià d'Etnologia.

És la que produeixen les abelles a partir de les secrecions dolces de pugons, cotxinilles i altres insectes xucladors de saba, normalment de pi, avet, alzina, surera, etc. Sol ser menys dolça, de color més fosc, se solidifica amb dificultat i pot tenir una olor i un gust especiat i resinós. La mel de melada té un gust peculiar de pi i és apreciada pel seu ús medicinal a Europa i Turquia.
En lloc de prendre el nèctar, les abelles poden prendre melassa, les secrecions dolces d'àfids i altres insectes xucladors de saba de la planta. La mel de melada és molt fosca de color marró, amb una fragància rica de compota o melmelada de figues i no és dolça com la mel de nèctar. A Alemanya, el Bosc Negre (Schwarzwald) és una font coneguda de mels base de melada, així com algunes regions de Bulgària i el nord de Califòrnia. A Grècia, la mel de pi (un tipus de mel de melada) constitueix el 60-65% de la producció de mel anual. La mel de melada és popular en algunes zones, però en altres àrees apicultors tenen dificultats per vendre el producte amb sabor més fort. La producció de mel de melada té algunes complicacions i perills. La mel té una proporció molt més gran d'indigeribles que les mels florals, el que causa la disenteria a les abelles, el que resulta en la mort de colònies en zones amb hiverns freds. La bona gestió de l'apicultura requereix l'eliminació de melassa abans de passar l'hivern a les zones més fredes. Les abelles que recullen aquest recurs també han de ser alimentades amb suplements de proteïna, ja que la de melada no té l'acompanyament de pol·len ric en proteïnes de les mels obtingudes de les flors.

## Indicadors de qualitat
La mel d'alta qualitat es pot distingir per la fragància, el gust i la consistència. Madur, recentment extret, la mel d'alta qualitat a 20 °C (68 F) ha de fluir d'un ganivet en un raig directe, sense trencar-se en gotes separades. Després de caure cap avall, la mel ha de formar un cordó. La mel en ser abocades han de formar capes petites, temporals que desapareixen amb força rapidesa, el que indica alta viscositat. Si no és així, indica el contingut d'aigua en excés (més del 20%) del producte. Mel amb contingut excessiu d'aigua no és adequada per a la conservació a llarg termini.
En els pots, la mel fresca ha d'aparèixer com un líquid pur i consistent, i no s'hauria d'assentar en capes. Al cap d'unes quantes setmanes o mesos de l'extracció, moltes varietats de mel cristal·litzen en un sòlid de color crema. Altres varietats de mel, incloent-hi tupelo, acàcia i sàlvia, cristal·litzen amb menys regularitat. La mel es pot escalfar durant l'embotellament a temperatures de 40-49 °C per a retardar o inhibir la cristal·lització. Les bombolles d'aire atrapades durant el procés d'embotellament poden formar una pel·lícula suau en la superfície de la mel (com una bromera blanca), o bé una cristal·lització de color de marbre amb taques blanques als costats del recipient.
Un estudi de 2008 italià va determinar que l'espectroscòpia de ressonància magnètica nuclear pot ser utilitzada per a distingir entre diferents tipus de mel, i es pot utilitzar per identificar la zona on s'hagi produït. Els investigadors van ser capaços d'identificar les diferències en les mels d'acàcia i polifloral per les diferents proporcions de fructosa i sacarosa, així com diferents nivells d'aminoàcids aromàtics fenilalanina i tirosina. Aquesta capacitat permet una major facilitat de la selecció de soques compatibles.

### Marca Q

Logotip marca Q

La mel recollida a Catalunya pot adherir-se al segell alimentari Marca Q de qualitat alimentària, certificació oficial atorgada pel Departament d'Agricultura, Ramaderia, Pesca i Alimentació de la Generalitat de Catalunya regulada per l'ordre de 18 de desembre de 1992.
L'obtenció de mel certificada es fa mitjançant les pràctiques apícoles tradicionals aprofitant la flora autòctona de Catalunya. La mel amb marca Q no pot ser pasteuritzada. Les tipologies de mel protegits per la marca "Q" són:
- Segons l'origen botànic:
  - Mel de flors (multifloral o unifloral)
  - Mel de melat
- Segons la presentació i el procediment d'obtenció
  - Mel centrifugada
  - Mel cremosa
  - Mel en seccions

A les etiquetes hi figura, a més de les mencions que exigeix la legislació vigent, la denominació del producte (tipus de mel), el distintiu de la marca "Q" i el nom de l'entitat de control.

## A la cuina
La mel es fa servir principalment en pastisseria, com a acompanyament del pa i torrades (desdejunis i berenars) i com a additiu de begudes, per exemple el te. Atès que és rica en sucres com la fructosa, la mel és higroscòpica (absorbeix la humitat de l'aire) cosa que fa que el pa i els pastissos s'endureixin més lentament si n'hi posem una mica. També pot arribar a ser un element imprescindible en una cuina sana i imaginativa. I és que la mel no només endolceix les postres, també participa en la cuina com a ingredient en diverses receptes: amb carn, en amanides, en salses d'acompanyament, etc.

## Propietats terapèutiques
La mel té moltes propietats terapèutiques. Es pot fer servir externament a causa de les seves propietats antimicrobianes i antisèptiques. Així, ajuda a cicatritzar i a prevenir infeccions en ferides i cremades superficials. També s'empra en cosmètica (cremes, màscares de neteja facial, tònics, etc.) a causa de les seves qualitats astringents i suavitzants. És també un bon conservant natural. A més, és una aliada contra l'envelliment, ja que conté antioxidants que frenen l'aparició de radicals lliures.
Rica en vitamines, minerals i aminoàcids, la mel és un poderós agent antimicrobià per combatre els refredats: un bol de llet o una infusió calenta amb una cullerada de mel n'és un bon remei. Tanmateix, no sempre és saludable. Com que procedeix de les flors salvatges, segons el moment i el lloc en què les abelles l'han produït pot ser altament tòxica. Els rododendres i les azalees produeixen un nèctar verinós per als humans, tot i que inofensiu per a les abelles.
Conté pocs minerals: els més freqüents són calci, coure, ferro, magnesi, manganès, zinc, fòsfor i potassi. També hi són presents gairebé la meitat dels aminoàcids existents, àcids orgànics (acètic i cítric, entre altres) i vitamines del complex B i vitamines C, D i E). La mel posseeix, a més, una quantitat considerable d'antioxidants (flavonoides i fenòlics). Es recomana consumir-la a una temperatura no superior als 60 °C perquè no perdi propietats beneficioses, ja que alguns d'aquests elements poden volatilitzar-se.
A causa del seu contingut de sucres simples, d'assimilació ràpida, la mel és altament calòrica (prop de 3,4 kcal/g).
La mel (igual com altres endolcidors) és també potencialment danyosa (en alguns casos fatal) per als infants. Això es deu que en barrejar-se amb els sucs digestius de l'infant es crea un ambient ideal per a la proliferació d'espores de botulinum, creant toxines. El botilinum és un dels pocs bacteris que sobreviuen en la mel, però es troben també extensament presents en el medi ambient. Mentre que aquestes espores són innòcues per als adults, a causa de l'acidesa estomacal, el sistema digestiu d'un infant no s'ha desenvolupat prou encara per destruir-les, de manera que les espores tenen potencial per generar botulisme infantil. Per aquesta raó s'aconsella no alimentar amb mel ni altres endolcidors a nens de menys de 18 mesos.